# パラパラマンガ

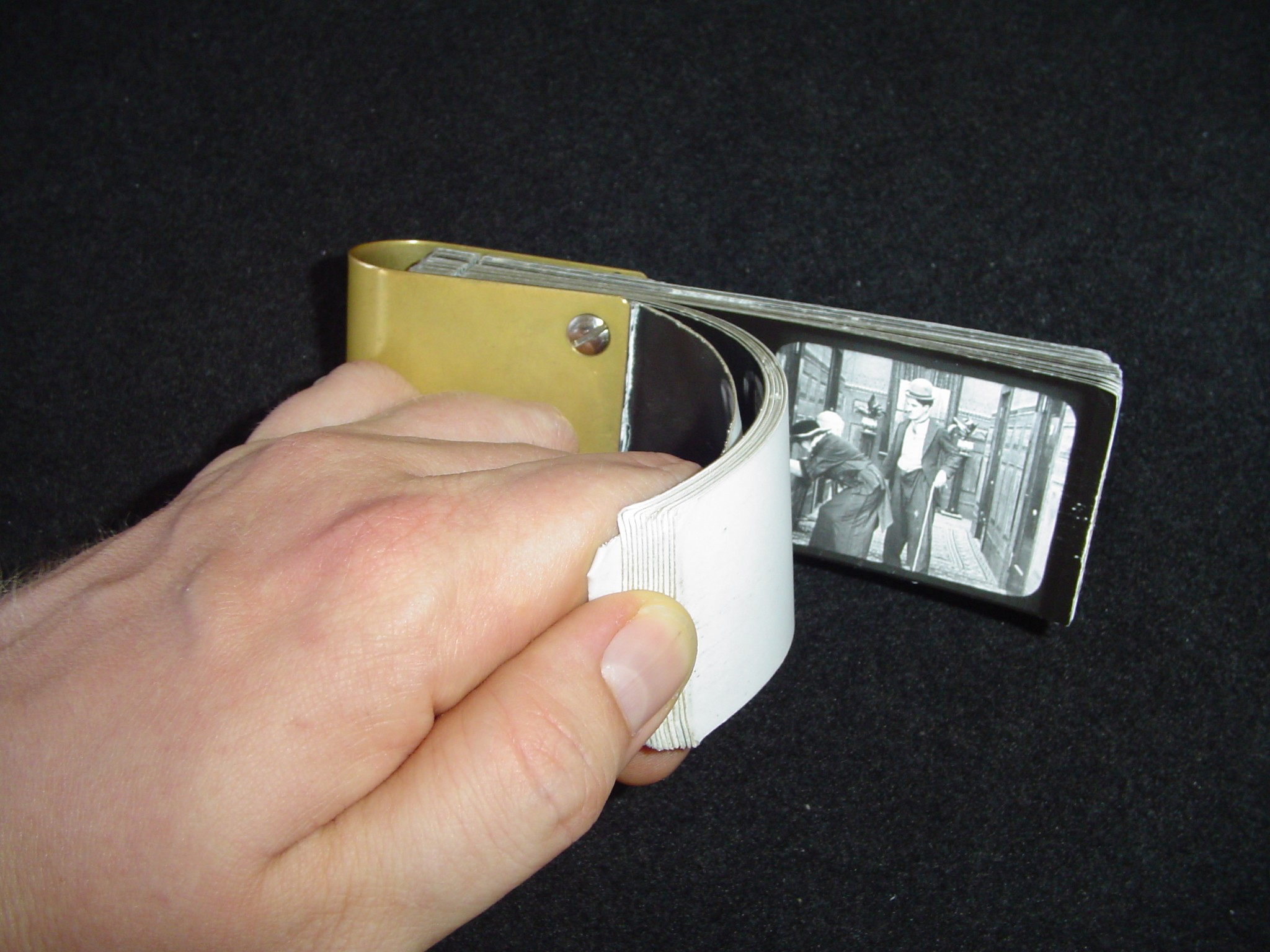
パラパラ写真

パラパラマンガは、場面が連続している複数の絵の束の端を素早くめくることで、残像効果により絵が動いて見える漫画のこと。アニメーション手法の一つである。パラパラアニメやフリップブック（flip book）とも呼ばれる。

## 制作手法や類型
紙を積み重ねた状態のパラパラマンガでは、主に下のページを先頭とし、上に重なるページほど時系列的に後となる。薄い紙を用いる場合は下の絵が透けて見えるため、これを参考に動く度合いを考慮しながら次の絵を描く。
写真の印画紙でも同じような「動く絵」を再現することは可能で、少しずつ変化させた写真を何枚も重ねて素早くめくることで動いているように見せることができる。これはストップモーション・アニメーションやコマ撮り撮影などの映像手法にも通じる。

## 歴史

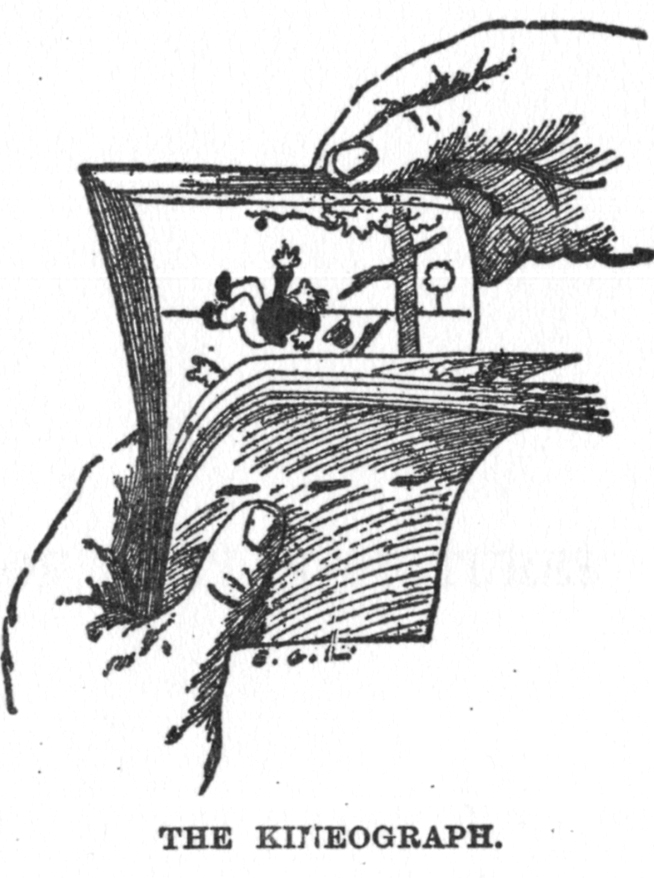
1886年に描かれたパラパラマンガ（kineograph）のイラスト

比較的単純なパラパラマンガは、19世紀前半に発明されたフェナキストスコープや回転のぞき絵（ゾエトロープ）などのアニメーション装置よりも前から存在したと考えられているが、決定的な証拠は見つかっていない。
最も古いとされる既知のパラパラマンガは、1868年9月に「kineograph」（「動く絵」の意）という名前でイングランドの発明家ジョン・バーンズ・リネットにより特許が取得された際に登場した。これは、フェナキストスコープのような円形ではなく線形の連続画像を採用した初のアニメーション形式である。その後、1894年にはドイツ映画の先駆者であるマックス・スクラダノフスキーが連続写真画像をパラパラマンガ形式で公開し、アメリカの発明家ハーマン・カスラーは同年にパラパラマンガを機械化した装置ミュートスコープを発明した。このミュートスコープは遊園地のアトラクションとして設置され20世紀半ばまで人気が続いた。

## 文化
- 2004年、初の国際的なフリップブックイベントがドイツのシュトゥットガルトで開催された。
- ウォルト・ディズニー・アニメーション・スタジオ制作のアニメ作品の企業ロゴは、2007年以降、パラパラマンガの形式でミッキーマウスが動くという演出を用いている。
- Masstransiscopeと呼ばれるアート、パラパラマンガの原理が利用されている（0分2秒〜0分22秒まで）2010年11月、イスラエルの組織Israel Philatelic Federationは、パラパラマンガ形式で絵が描かれた15枚の切手を収録の切手帳をリリースした。これは、国際アニメーション映画協会（ASIFA）設立50周年、ASIFAイスラエル支部の設立25周年、および「フリップブック250周年」[注 1]を記念している[2]。